# Lutz Heilmann
Lutz Eberhard Heilmann (* 7. září 1966 v Žitavě v Německu) je německý politik, člen parlamentu za krajně levicovou stranu Die Linke.
Po jeho zvolení v roce 2005 vypukla silná kontroverze, když magazín Der Spiegel odhalil, že Heilmann v letech 1985 až 1990 pracoval pro Stasi (východoněmeckou tajnou službu). Opustil ji až s jejím rozpuštěním po pádu komunistického režimu. Heilmann těsně ustál pokus o odvolání delegáty strany následující po jeho lži o kariéře ve Stasi, před zvolením poslancem. Heilmann je jediným oficiálním zaměstnancem Stasi na plný úvazek, který byl zvolen do Bundestagu (byť několik politiků Die Linke bylo „neoficiálními“ informátory Stasi).
Heilmann pracoval v tzv. „HA PS“ oddělení Stasi, velkém a důležitém oddělením uvnitř Stasi, které bylo přímo podřízeno Erichu Mielkemu. Oddělení bylo zodpovědné za "ochranu osob", ale účastnilo se také běžných nátlakových aktivit a zaměstnávání informátorů. Heilmannova zaměstnanecká složka u Stasi ukazuje, že se Heilmann připojil ke Stasi z politické motivace, že se identifikoval s prací Stasi a že svoji budoucnost viděl jako zaměstnanec Stasi.
Heilmann se stal členem komunistické strany Německé demokratické republiky, nazvané Sozialistische Einheitspartei Deutschlands (SED), v době, kdy byla tato strana ještě tvrdě totalitární, v roce 1986. Zůstal členem nástupnických stran SED-PDS, PDS, Die Linkspartei.PDS a nyní Die Linke, byť stranu opustil v roce 1992 a znovu vstoupil v roce 2000.
Heilmann se otevřeně hlásí k homosexuální orientaci[zdroj?]. V letech 1992 až 2004 studoval právnickou fakultu, získal titul diplomovaný právník a od roku 2005 pracoval jako soudní úředník (Rechtsreferendar) u Zemského soudu v Lübecku.
Heilmann se zapojil do boje uvnitř strany Die Linke a snažil se, aby byl Ragnar Lüttke, předseda stranické organizace v Lübecku, vyhnán ze strany. Noviny ve Flensburgu získaly v říjnu 2008 čtyři roky staré fotografie ukazující, jak Lüttke slavil Stalinovy narozeniny.
Nominaci Lutze Heilmanna na poslaneckou funkci za levicovou stranu silně kritizoval Hubertus Knabe, ředitel Berlin-Hohenschönhausen Memorial. Knabe tvrdil, že Heilmann „nemá co dělat v parlamentu“ a řekl, že „pro oběti komunistického režimu NDR je neakceptovatelné představit si, že by měl člověk s takovou minulostí sloužit v parlamentu“.

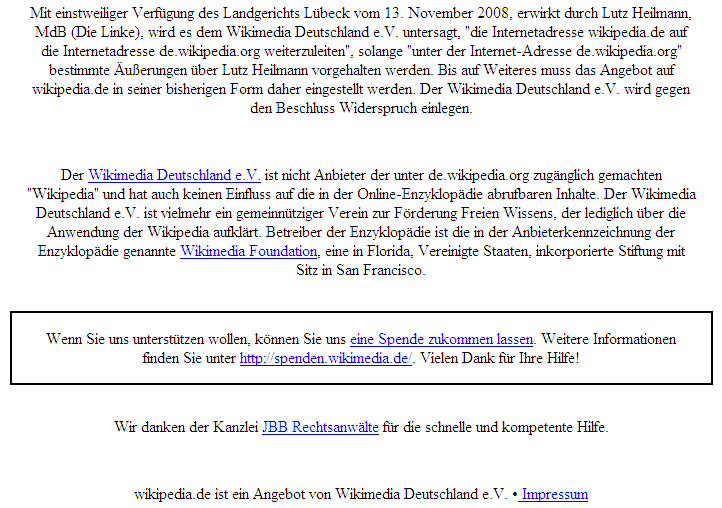
Screenshot webové stránky www.wikipedia.de v neděli 16. listopadu 2008

## Právní proces protiWikimedia Deutschlanda editorům Wikipedie
13. listopadu 2008 napadl Wikimedia Deutschland e.V. návrhem na vydání soudního předběžného opatření, které zabrání webové adrese www.wikipedia.de (která je pod kontrolou Wikimedia Deutschland) linkovat na adresu de.wikipedia.org (ovládanou americkou Wikimedia Foundation), dokud bude jistá informace o něm součástí německé Wikipedie v článku „Lutz Heilmann“. Německá Wikipedie zůstala dostupná na adrese de.wikipedia.org. Heilmann také podal žalobu proti jednomu editorovi Wikipedie a dvěma autorům textu.
Podle magazínu Focus Online napadá Heilmann tvrzení, že nedokončil vysokoškolské vzdělání a že se účastnil obchodní spolupráce zaměřené na pornografii. (Avšak sám přiznal, že pracoval jako "referent ochrany mládeže" v internetovém sexshopu provozovaném jeho spolubydlícím.) Zpráva též naznačuje, že článek na Wikipedii byl opakovaně v této části měněn anonymním uživatelem pracujícím v budově Bundestagu, avšak Heilmann odmítl, že by byl to této editační války zapojen.
V říjnu 2001 napsaly některé německé noviny, že Heilmann byl vyšetřován pro zastrašování svého spolubydlícího a že Bundestag posílil jeho imunitu v této věci. Heilmann to popřel a publikoval protichůdné vyjádření. Tato záležitost se také objevila v článku o Heilmannovi na Wikipedii.
Po tom, co byla některá tvrzení odstraněna z článku na německé Wikipedii, oznámil 16. listopadu Heilmann, že by zastavil právní postup proti Wikimedia Deutschland, s politováním, že bylo zasaženo mnoho nezúčastněných uživatelů encyklopedie. Zařekl se ale pokračovat v postupu proti editorovi Wikipedie, který útočný materiál původně vložil.